# Ardebil
Ardebil o Ardabil es una ciudad del noroeste de Irán, capital de la provincia del mismo nombre, en una meseta a 1525 m s. n. m. de altitud. Según el censo correspondiente al año 2006, la habitan 564 365 personas distribuidas en 156 324 familias, en su mayoría de etnia azerbaiyana. Existe una tradición local de fabricación de seda y de alfombras. La ciudad alberga el mausoleo del jeque Safioddín.

## Situación geográfica
La ciudad se halla sobre una meseta caliza rodeada de montañas al este de los montes Talesh, que la separan del mar Caspio a 70 km de distancia, y del monte Sabalán (4811 m de altitud), de cuyas nieves eternas sopla sobre Ardebil hasta el fin de la primavera un viento gélido que la convierte, según el historiador Ibn al-Faqih, en uno de los seis puntos más fríos del mundo iranio, con temperaturas de -25 °C en invierno y veranos templados en que el termómetro no supera los 35 °C, por lo que Ardebil ha sido cuartel estival de distintas dinastías de Sah de Persia. La situación en el cruce de caminos entre las costas del mar Caspio, el Cáucaso y la ruta hacia Asia Menor pasando por Tabriz ha otorgado a Ardebil un papel histórico relevante en el comercio de la Ruta de la Seda. El río Balighli, afluente del Kara Su, discurre al sur de Ardebil, en cuyos alrededores se hallan multitud de fuentes de aguas termales que han constituido una atracción para viajeros a lo largo de la historia.

## Población
El primer censo de Ardebil, realizado en 1956, registra una población de 65 742 habitantes, cifra que 10 años después llegaba a 83 596. En 1976, el dato es de 147 865 habitantes, en 1986 de 281 973, en 1996, 340 386 y en 2006 había aumentado hasta alcanzar los 418 262 habitantes.

## Historia
Son inciertos los orígenes de la ciudad, aunque el conocimiento de su existencia antes del Islam viene atestado por la etimología avéstica que propone el Tratado de los límites del mundo para su nombre, formada por arta («sagrada») y vil («ciudad»), así como por la atribución de su fundación al emperador sasánida Peroz I con el nombre de Bādān Pērōz en época ya islámica, tanto por el geógrafo Yaqut al-Hamawi como por el recopilador de la historia tradicional persa, Ferdousí.
Ardebil se rindió a la conquista árabe en tiempos del segundo califa Omar, en términos que permitían a los habitantes seguir celebrando las ceremonias mazdeas en el templo del fuego de Sīz, en Tajt-e Soleimán. Durante el Califato Omeya, la ciudad se alternó con Maraghé como capital de la provincia de Azerbaiyán. Su posición fronteriza a las puertas del Cáucaso hicieron que Ardebil sufriera diversas incursiones, como la de los jázaros de 730-731, hasta que fueron rechazados por el valí Maslama ibn Abd-el-Malek. En este período, la región fue también escenario de sedición jariyí, pero más serios fueron a finales del siglo VIII los enfrentamientos entre la revuelta neomazdakí de Babak Jorramdín y las fuerzas califales, a cuya cabeza se puso el caudillo iranio Afshín Jaydar, con base en Ardebil.
A principios del siglo X, la dinastía Sáyida hizo la ciudad la capital de su emirato, y a partir de este período se empieza a registrar en la ciudad acuñación de moneda (tras los Sáyidas, acuñarán en Ardabil los Abasíes, Iljanes, Safavíes y finalmente Kayares). El historiador Ibn Hawqal narra cómo en 942-43 el salarí Marzubán hizo derruir las murallas de la ciudad, dentro de los enfrentamientos entre las distintas dinastías que se disputaban la ciudad, lo que favoreció que desde esta época creciera la importancia de Tabriz como centro de Azerbaiyán.
En 1209, una incursión georgiana causó una gran matanza (las fuentes hablan de 12 000 víctimas). Pocos años más tarde, la ciudad sufrió dos asaltos hasta ser otra vez saqueada a principios de la década de 1220, esta vez por los mongoles. Historiadores post-mongoles refieren el gran tamaño que alcanzaban entonces las ratas de Ardabil, lo que impulsaba un notable comercio de gatos. A finales de este siglo, la ciudad renace al instalar en ella su centro la tariqa Safaviya del jeque sufí Safioddín, cuyo desarrollo dará lugar a la dinastía safávida, reinante sobre todo Irán al imponerse el Shah Esmaíl a la federación tribal turcomana de los Ak Koyunlu en 1500, victoria tras la cual el Shah Esmail trasladó su capital de Ardabil a Tabriz, lo que no impidió el florecimiento económico y político de Ardabil en su calidad de una de las ciudades más sagradas de la Persia safaví, en razón del mausoleo del jeque Safioddín, que fue creciendo en torno a la janegah del santón gracias a las donaciones de los sucesivos sah.
Ardebil desempeñó un papel de relevancia en las guerras otomano-safavíes del siglo XVIII. En 1722, el sah Tahmasp II se refugió en la ciudad al ser expulsado de Tabriz antes de ser obligado a huir también de Ardebil a Qazvín y luego Teherán, cayendo Ardebil en manos de la Sublime Puerta en 1725. Cinco años después, los otomanos fueron expulsados por Nader Afshar, coronado como Nader Shah en 1736. Nader, suní, expropió los bienes habices del santuario, que en 1805 se hallaba en un estado ruinoso.
A inicios de la época Kayar, gobernaba Ardebil el príncipe Abbás Mirzá, que ante la amenaza del expansionismo ruso mandó amurallarla, labor realizada por el general de Napoleón, Charles Mathieu Gardane. Las murallas fueron bombardeadas en la guerra ruso-persa de 1826-1828. Las tropas rusas ocuparon la ciudad y saquearon los ricos fondos de la biblioteca del jeque Safioddín, enviados a San Petersburgo. Por aquel entonces, el viajero James Morier estimó la población de Ardebil en 4000 habitantes. A mediados de siglo, el joven monarca Nasereddín Shah Kayar inició reparaciones en el santuario y trasladó buena parte de los manuscritos restantes y la mayor parte de la porcelana a Teherán. Durante la revolución constitucionalista de 1906-1909 fue tomada por el general Rahim Jan con vistas a la restauración de Mohammad Alí Shah, lo que facilitó una virtual ocupación de Azerbaiyán por Rusia hasta la revolución de 1917.

## Clima
Fría y semiárida según la clasificación climática de Köppen, las frescas temperaturas de Ardabil durante el verano atraen a la ciudad a numerosos iraníes. Los inviernos son largos y gélidos, con temperaturas de hasta -25 °C. Las precipitaciones anuales se cifran en torno a los 300 mm.
| Parámetros climáticos promedio de Ardabil  | Parámetros climáticos promedio de Ardabil | Parámetros climáticos promedio de Ardabil | Parámetros climáticos promedio de Ardabil | Parámetros climáticos promedio de Ardabil | Parámetros climáticos promedio de Ardabil | Parámetros climáticos promedio de Ardabil | Parámetros climáticos promedio de Ardabil | Parámetros climáticos promedio de Ardabil | Parámetros climáticos promedio de Ardabil | Parámetros climáticos promedio de Ardabil | Parámetros climáticos promedio de Ardabil | Parámetros climáticos promedio de Ardabil | Parámetros climáticos promedio de Ardabil |
| Mes                                        | Ene.                                      | Feb.                                      | Mar.                                      | Abr.                                      | May.                                      | Jun.                                      | Jul.                                      | Ago.                                      | Sep.                                      | Oct.                                      | Nov.                                      | Dic.                                      | Anual                                     |
| ------------------------------------------ | ----------------------------------------- | ----------------------------------------- | ----------------------------------------- | ----------------------------------------- | ----------------------------------------- | ----------------------------------------- | ----------------------------------------- | ----------------------------------------- | ----------------------------------------- | ----------------------------------------- | ----------------------------------------- | ----------------------------------------- | ----------------------------------------- |
| Temp. máx. media (°C)                      | 3.0                                       | 4.5                                       | 9.3                                       | 16.7                                      | 19.7                                      | 23.2                                      | 25.0                                      | 24.7                                      | 22.6                                      | 17.5                                      | 11.4                                      | 5.7                                       | 15.28                                     |
| Temp. mín. media (°C)                      | -7.9                                      | -6.3                                      | -2.4                                      | 2.8                                       | 6.0                                       | 9.0                                       | 11.6                                      | 11.6                                      | 8.7                                       | 4.8                                       | 0.3                                       | -4.6                                      | 2.8                                       |
| Precipitación total (mm)                   | 24.7                                      | 21.8                                      | 37.4                                      | 38.3                                      | 45.1                                      | 19.4                                      | 6.7                                       | 5.4                                       | 99                                        | 33                                        | 37.1                                      | 25.1                                      | 303.9                                     |
| Días de precipitaciones (≥ 1 mm)           | 8                                         | 8.5                                       | 11.2                                      | 11.5                                      | 13.7                                      | 6.9                                       | 3.9                                       | 3.8                                       | 5.8                                       | 8.8                                       | 7.5                                       | 7.7                                       | 97.3                                      |
| Fuente: Organización Meteorológica Mundial |                                           |                                           |                                           |                                           |                                           |                                           |                                           |                                           |                                           |                                           |                                           |                                           |                                           |

## Sitios de interés

### Conjunto arquitectónico y religioso del jeque Safí
El Conjunto del Khānegāh y del santuario del Jeque Safi Al Din en Ardebil, lugar de enterramiento de Safioddín Ardabilí, es considerado como uno de los más logrados ejemplos de sepulcro islámico de Irán y de la arquitectura safaví, y fue incluido en 2010 como patrimonio de la Humanidad de la Unesco, data de entre los siglos XVI y XVIII. El conjunto, caracterizado por la sencillez, la armonía en las proporciones y el refinamiento de la ornamentación, aprovecha las formas tradicionales de la arquitectura iraní para aprovechar al máximo el espacio dando lugar a funciones diversas: librería, oratorio, escuela, tumba, cisterna, sanatorio, cocinas, horno y oficinas. Incluye los mausoleos del jeque sufí Safioddín y del sah Ismael I –fundador del Imperio Safávida (1502-1736)–, la janegah del jeque, el Salón de Porcelanas (talar-e chinijané, تالار چینی‌خانه), la mezquita Yannatsará («Casa del Paraíso», جنت‌سرا), el «Cuarto de los Candiles» (qandiljané, قندیل‌خانه), un cementerio, la celda de reclusión espiritual de los derviches safavíes (chel-lejané o «cuarto de las cuarentenas», چله‌خانه), un portal y tres patios.

### Bazar
Situado a ambos lados de la calle Imán Jomeiní, consta de los elementos tradicionales de los bazares del mundo persa e islámico: galerías comerciales, caravasares, baños públicos y mezquita. Los primeros testimonios de viajeros que visitaran el bazar de Ardabil son de los geógrafos del siglo X al-Maqdisi y Estajrí. Su época de mayor actividad está registrada en los siglos XIII y XIV, con el desarrollo del santuario del sheij Safí, al que estaban consagradas parte de las galerías. La edificación actual es de esa época safaví y de la posterior época Zand. A pesar de haberse derruido la mayor parte del bazar con el trazado de las calles adyacentes en el proceso de la modernización urbanística del último siglo, continúa desempeñando hoy día un papel central en la economía y el comercio de la ciudad. Las bóvedas subsistentes son la central, la de los orfebres, el bazar de Qeysariye, la galería de Pir Abdolmalek y las secciones de los torneros, los zapateros y los comerciantes de cereales. Los mercadillos más destacados son el mercadillo de frutos secos, la galería Zanyirlí y los caravasares Vakil, Golshán, Qeysarié, Hach Shekar, el de los judíos, el del jeque del islam, y el de Hach Sadeq.

### Aljama
La mezquita aljama de Ardebil, construida en época selyuquí y restaurada en época iljaní, se encuentra en estado ruinoso e incompleto. Subsiste un alminar de planta octogonal de época selyuquí, de cinco metros de ancho; un oratorio sostenido sobre nueve vigas de madera y el «oratorio antiguo», consistente en cuatro cuartos y una bóveda de ladrillo con poco adorno de azulejos. En los últimos años, el Instituto del Patrimonio Cultural iraní lleva a cabo un programa de excavaciones y restauración de la mezquita que en diciembre de 2010 se estimaba durase 2 años, con un presupuesto de 10 000 millones de riales.

### Baños públicos
Ardebil conserva buen número de baños públicos antiguos tipo hammam, por lo general situados junto a las mezquitas. Son de época safaví los baños de Qaradeganak (قرادگنک), Hach Mohsén (حاج محسن), Hach Sheij (حاج شیخ), Agha Naghí (آقا نقی), Yaqubié (یعقوبیه), Mirza Habib (میرزا حبیب), Ebrahimabad (ابراهیم‌آباد), Zinal (زینال) y Mansurié (منصوریه). De época Qayar son el Hammam-e Pir (حمام پیر), Sarcheshmé (سرچشمه), Uch Dokkán (اوچ دکان) y Pirzargar (پیرزرگر).

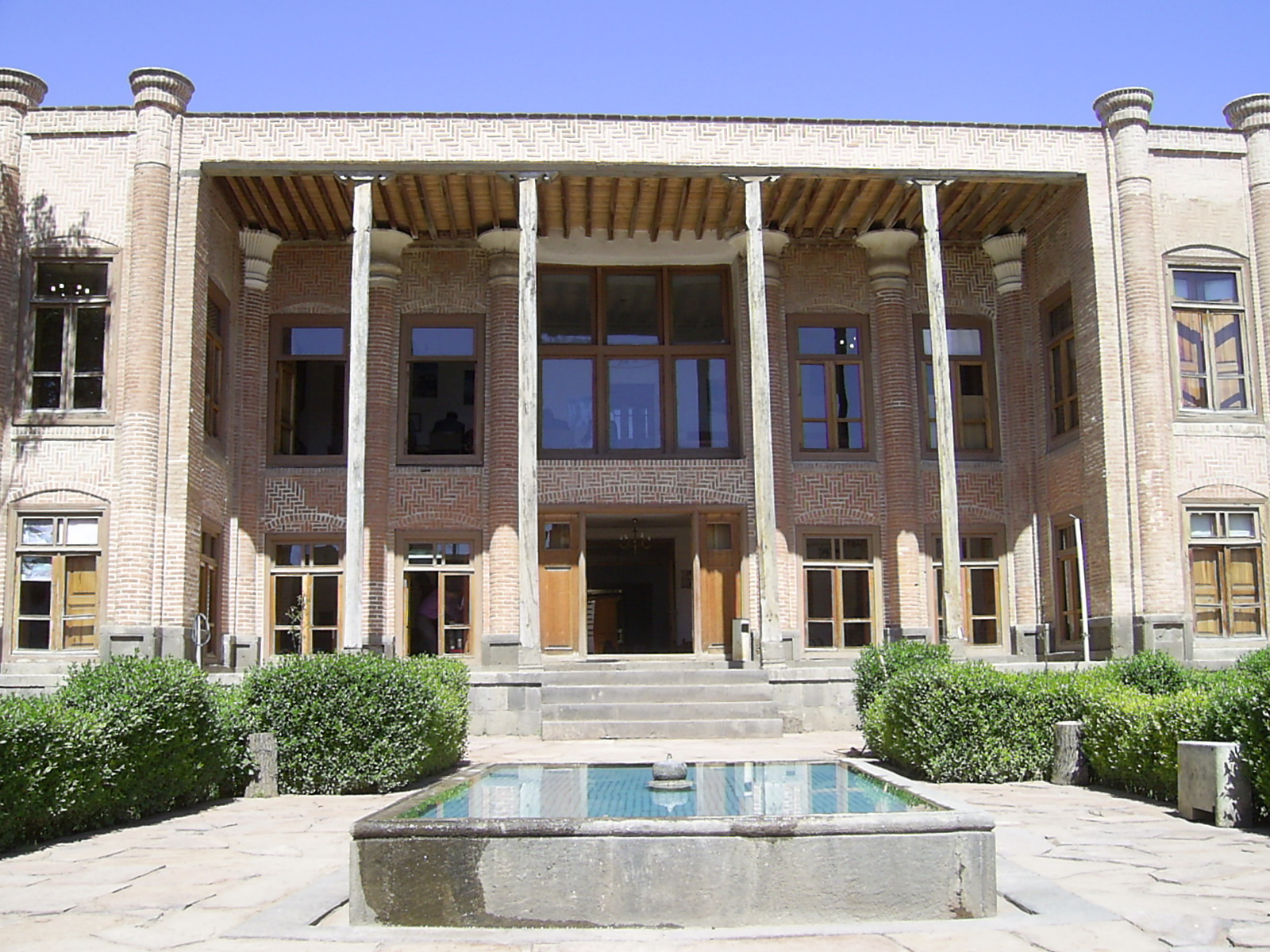
Fachada interior de la casa de Rezazadé.

### Casones monumentales
En Ardebil subsisten cierto número de casones tradicionales de valor arquitectónico considerable. Destacan entre ellas la de Seyed Hashem Ebrahimí, de época zand y empleada como vivienda particular de la familia; la casa Vakilorroayá, de época Qayar y dotada de múltiples patios, edificio central y secciones privadas (andaruní, اندرونی), fue centro de reunión de los notables partidarios de la autoridad monárquica durante la revolución constitucional de 1905-1907, pero sufre de cierto abandono desde el fallecimiento del notable Hashem Jan Vakilí; la casa de Hach Yusef Agha Sadeqí, de la misma época, construida en 1926 junto al bazar en el barrio de Pir Abdolmalek; la casa de Hach Mirza Ebrahim Sadeqí, en el barrio de Uch Dokkán. Otras casas de época Qayar son las de Jalilzadé, Jadem Bashí, Rezazadé, Shariat, Mir Fattahí, Nuri Zinal, mientras que la de Monafzadé es de época pahlaví.

### Museos
Ardabil cuenta con un museo de historia natural inaugurado en 2002, un museo de Antropología con sede en el hammam de Agha Naghí, un museo de artesanía de la provincia instalado en el hammam de Hach Sheij, y un museo de glorias religiosas de la provincia, inaugurado en 2008 en la casa de Mir Fattahí, además de las exposiciones incluidas en el complejo del jeque Safioddín.

### Otros edificios de interés
Entre los edificios de interés histórico o arquitectónico de Ardebil se cuentan también: los puentes construidos en época safaví sobre los ríos Balighli y Qara Su (puentes Samián, Seyedabad, Yaqubié, Ebrahimabad, Yayín, Qara Su, etc.); la mezquita de Mirza Ali Akbar Mochtahed; el mausoleo del imamzadé Saleh; la iglesia armenia de Santa María; el mausoleo del jeque Yebraíl, etc.